# Cheiron

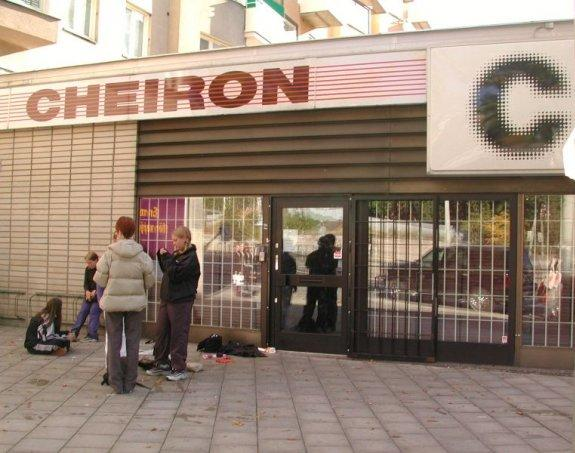
Cheiron, hösten 2000.

Cheiron (jämför grekiskans cheir, 'hand', och ergon, 'arbete' – "handarbete" eller "hantverk") var en svensk inspelningsstudio på Kungsholmen i Stockholm samt ett musikproducent-kollektiv. Studion och kollektivet var aktivt mellan 1992 och 2000, och under den senare delen av 1990-talet nådde de stora internationella framgångar.

## Historia
DJ-kollektivet Swemix delade 1991 upp sin verksamhet och sålde av sin DJ-remix-verksamhet. Året efter splittrades åter företaget, nu i en del för musikproduktion och en del för förlag och skivbolag. Den senare, Swemix Records and Publishing, togs över av Denniz Pop och döptes om till Cheiron Productions med lokal på Drottningholmsvägen 35 på Kungsholmen i Stockholm. Samtidigt blev Tom Talomaa en del av företaget. Första skivan som släpptes var "It's My Life" med Dr. Alban 1992. Året efter förde Denniz Pop, tillsammans med partnern Douglas Carr, Ace of Base till förstaplatsen på Billboardlistan med "The Sign". Cheiron utvecklades och kom att bli grogrund för flera världskända låtskrivare och producenter, inklusive Max Martin som blev del av kollektivet 1993. Samtidigt skrevs låtar för debutalbumet med Backstreet Boys, som Cheiron också producerade, och som blev början på Cheirons internationella framgångar.
Världskända artister och grupper, som Five, Celine Dion, E-type, Meja, Britney Spears,  Tina Turner och Dana Dragomir producerades av Cheiron och fick hits med låtar skrivna av låtskrivarna Douglas Carr, Jörgen Elofsson, Herbie Crichlow, Andreas Carlsson, Kristian Lundin, Per Magnusson och David Kreuger.
Efter Denniz Pops död 1998 beslutade de inblandade att fortsätta verksamheten tills att man upplevde en risk att kvaliteten skulle bli lidande.[källa behövs] Den 31 december 2000 lades verksamheten ner.
Hösten 2008 sändes en dokumentärserie till Denniz Pops minne i Sveriges Radio – Cheiron – en popsaga – av Fredrik Eliasson. Serien innehåller bland annat en intervju med Max Martin. År 2015 gjorde Eliasson uppföljaren Arvet efter Cheiron - en oändlig historia för Sveriges Radio, där Max Martin åter ställde upp för intervju. Cheiron har även porträtterats i tv-serien Det svenska popundret av SVT från 2019.  